# وارطان گئورگیان
وارطان شماوُنی گئورگیان (ارمنی: Վարդան Շմավոնի Գևորգյան؛   زادهٔ ۱۳ مارس ۱۹۶۳) سیاستمدار و نظامی اهل ارمنستان است.

## زندگی‌نامه
وی در ۱۳ مارس ۱۹۶۳ در لرنادزور به دنیا آمد و از دانشگاه پلی‌تکنیک ارمنستان فارغ‌التحصیل گشت. همچنین برندهٔ جوایزی همچون مدال شجاعت (ارمنستان) (۲۰۱۰), مدال گارگین نژده (2005) و نشان آنانیا شیراکاتسی (۲۰۰۸) شده‌است.